# Rachicerus fenestratus
Rachicerus fenestratus är en tvåvingeart som först beskrevs av Kertesz 1914.  Rachicerus fenestratus ingår i släktet Rachicerus och familjen vedflugor.
Artens utbredningsområde är Taiwan. Inga underarter finns listade i Catalogue of Life.